# DIN 31636
Die DIN 31636 mit dem Titel „Umschrift des hebräischen Alphabets“ ist eine Norm für die Transliteration der hebräischen in die lateinische Schrift.

## Allgemeines
Die erste Version wurde 1982 veröffentlicht. Seit Februar 2006 ist eine grundlegend revidierte Version gültig, an der seit 2002 gearbeitet wurde. Kleinere Änderungen erfolgten mit den Ausgaben 2011-01 und 2018-10.
Insgesamt orientiert sich diese Transkription an anglo-amerikanischen Gepflogenheiten. So wird beispielsweise das שׁ nicht mit „sch“, wie im Deutschen üblich, sondern mit „sh“ transkribiert.
Die Norm ist anwendbar für alle Varianten des Hebräischen, die mit hebräischen Buchstaben geschrieben werden (Althebräisch, Mittelhebräisch, Ivrit). Die jiddische Transkription folgt der Aussprache des Jiddischen, wie sie das YIVO-Institut festgelegt hat.

## Umschrifttabelle
| Hebräisch  | א        | ב/בּ | ג | ד | ה | ו | ז | ח | ט | י | כ,ך/כּ | ל | ם מ | ן/נ | ס | ע | פ,ף/פּ | ץ/צ | ק | ר | שׂ | שׁ  | ת/תּ | ָ  | ַ         | ֶ  | ֵ  | ִ  | וֹ oder ֹ | וּ oder ֻ | יַ  | יֵ | יִ | ְ                  | ֲ  | ֱ  | ֳ  | או | אוי/וי | אי | איי/יי | איי/יי |
| Lateinisch | ʾ        | v/b | g | d | h | ṿ | z | ḥ | ṭ | y | kh/k  | l | m   | n   | s | ʿ | f/p   | ts  | ḳ | r | ś | sh | t   | a | a oder o | e | e | i | o       | u       | ai | e | i | e oder ignorieren | a | e | o |    |        |    |        |        |
| Jiddisch   | a oder o | b   | g | d | h | u | z | ḥ | ṭ | i | kh/k  | l | m   | n   | s | e | f/p   | ts  | ḳ | r | ś | sh | s   |   |          |   |   |   |         |         |    |   |   |                   |   |   |   | u  | oy     | i  | ay     | ey     |

## Änderungen der Ausgabe 2011-01 gegenüber der Ausgabe 2006-02
- Die Definitionen der Begriffe Umschrift, Transliteration, Transkription, Retransliteration und Transliterat in Abschnitt 3 entfielen zugunsten einer normativen Verweisung auf DIN 1460.
- Die beiden Umschrifttabellen der Konsonanten (Hebräisch/Jiddisch und neuhebräische Zusatzbuchstaben; bisher Abschnitt 6) wurden zu Abschnitt 6.1; die Angaben zur deutschen Aussprache entfielen.
- Die beiden Umschrifttabellen der Vokale (Hebräisch und Jiddisch; bisher Abschnitt 7) wurden zu Abschnitt 6.2; Druckformen der hebräischen Zeichen wurden aufgenommen.
- Die bisherigen Angaben zu Sonderzeichen wurden aufgeteilt in Sonderzeichen (Abschnitt 7.1) und Diakritika (Abschnitt 7.2).
- Die Hinweise zum Hebräischen wurden zu Abschnitt 8, die Hinweise zum Jiddischen zu Abschnitt 9; die Beispiele wurden von 1 bis 26 durchnummeriert.
- Die bibliothekarischen Regelungen zur Groß- und Kleinschreibung wurden durch einen allgemeinen Hinweis auf die jeweils gültigen Regeln der Anwenderkreise ersetzt (Abschnitt 8 j).
- Literaturhinweise wurden angefügt.

## Änderungen der Ausgabe 2018-10 gegenüber der Ausgabe 2011-01
- Der Hinweis auf Maher 1987[2] wurde durch einen Hinweis auf Biella/Fryer/Lerner 2014[3] ersetzt.
- Die (inhaltlich eigentlich nicht zusammenhängenden) Regelungen zum Sheṿa (bisher Abschnitt 8 h) und zu den vorangestellten Partikeln (bisher Abschnitt 8 i) wurden in Abschnitt 8 h zusammengefasst. Die Regelung zur Groß- und Kleinschreibung nach Anwenderkreisen (bisher Abschnitt 8 j) rückte auf in Abschnitt 8 i.
- In Abschnitt 8 j wurde eine Definition des Begriffs Abkürzungen aufgenommen (einfache Abkürzungen einzelner Wörter, Akronyme, Initialwörter). Abschnitt 8 k zu den Abkürzungen wurde erweitert (mit neuen Beispielen 21 bis 26 sowie Hinweisen auf Even-Shoshan und Biella/Simon[4]).
- Zum Jiddischen findet sich in Abschnitt 9 a weiterhin die Aussage, dass hebräische Eigennamen nach der hebräischen Transliteration umgesetzt werden; nach dem folgenden neuen Absatz jedoch werden hebräische Eigennamen im jiddischen Kontext nach der jiddischen Aussprache übertragen.
- Aufgenommen wurde im Vorwort der in DIN-Normen mittlerweile übliche Hinweis, dass „einige Elemente dieses Dokuments Patentrechte berühren können“; DIN sei aber „nicht dafür verantwortlich, [...] Patentrechte zu identifizieren“. Die Relevanz dieses Hinweises für eine Umschriftnorm ohne technische Bezüge im eigentlichen Sinn bleibt unklar.